# Diellia unisora
Diellia unisora là một loài dương xỉ trong họ Aspleniaceae. Loài này được W.H. Wagner mô tả khoa học đầu tiên năm 1951.